# Coupe des nations de rugby à XV
La Coupe des nations de rugby à XV ou World Rugby Nations Cup est une compétition annuelle de rugby à XV. Créée en 2006, elle fait partie du programme d'investissement de l'IRB visant à l'expansion du rugby à XV, au même titre que la Pacific Nations Cup, la Pacific Rugby Cup et l'Americas Rugby Championship. Le but de ces compétitions est de donner du temps de jeu aux équipes nationales de second plan telles que la Russie, la Géorgie, l'Uruguay, la Roumanie ou la Namibie ainsi qu'aux équipes A des nations majeures du rugby à XV.

## Historique
La première édition de la Nations Cup se tient en 2006 à Lisbonne, avec quatre équipes se disputant le titre, l'Italie A (en), l'Argentine A, la Russie et le Portugal. L'Argentine remporte le titre inaugural devant l'Italie, pointant du doigt les progrès à réaliser parmi les « petites nations ». L'Argentine et l'Italie, pourtant, ne présentaient que neuf joueurs au total n'étant pas issus de leurs championnats domestiques, pourtant modestes.
En 2007, le tournoi, étendu à six équipes, est organisé par la Roumanie. Conçu comme une compétition de préparation à la Coupe du monde pour la Roumanie, la Géorgie et la Namibie. Les Emerging Springboks remportent la compétition. L'équipe répète cette performance en 2008, alors que l'équipe A d'Argentine quitte la compétition pour disputer la Churchill Cup.
L'équipe de France A et de l'équipe d'Écosse A participent au tournoi de 2009, tandis que les espoirs sud-africains se désistent, participant à une rencontre contre les Lions britanniques en Afrique du Sud. L'Écosse A remporte le titre.
L'édition 2010 se tient au stade Arcul de Triumf de Bucarest pour la première fois (la compétition a lieu en Roumanie jusqu'en 2016). l'Écosse A dégringole à la 6e et dernière place, et la Namibie devient la première équipe nationale première, donc issue d'une nation mineure, à remporter le trophée.
2011 voit la participation d'une franchise, les Southern Kings, pressentis pour recevoir une place dans le Super 15. Ils remportent la coupe.
En 2013, retour au format réduit à quatre équipes.
À partir de 2017, l'Uruguay devient le nouvel hôte et l'épreuve se déroule au mois de juin avec six équipes, comme pour l’édition précédente. Mais dès l'année suivante, on revient à quatre. L'équipe invitante est victorieuse trois fois d'affilée.
En 2018, première apparition des Fidji Warriors qui sont derniers avec trois défaites.

## Équipes
Ce tableau présente le nombre d'éditions auxquelles les équipes ont participé et leur classement final. Les sélections apparaissent par ordre chronologique puis alphabétique s'il y a lieu.
| Équipe                      | Nb | 2006 | 2007 | 2008 | 2009 | 2010 | 2011 | 2012 | 2013 | 2014 | 2015 | 2016 | 2017 | 2018 | 2019 |
| --------------------------- | -- | ---- | ---- | ---- | ---- | ---- | ---- | ---- | ---- | ---- | ---- | ---- | ---- | ---- | ---- |
| Nombre d'équipes            | -  | 4    | 6    | 6    | 6    | 6    | 6    | 6    | 4    | 6    | 4    | 6    | 6    | 4    | 4    |
| Argentine A (Jaguars)       | 11 | 1re  | 2e   | -    | -    | 4e   | 3e   | 2e   | 3e   | -    | 2e   | 2e   | 3e   | 2e   | 3e   |
| Italie A (en)               | 10 | 2e   | 5e   | 4e   | 2e   | 3e   | -    | 3e   | 2e   | -    | -    | 4e   | 6e   | 3e   | -    |
| Portugal                    | 3  | 4e   | -    | -    | -    | -    | 6e   | 6e   | -    | -    | -    | -    | -    | -    | -    |
| Russie                      | 8  | 3e   | -    | 6e   | 5e   | -    | -    | 5e   | 4e   | 4e   | -    | -    | 2e   | -    | 2e   |
| Emerging Springboks         | 2  | -    | 1er  | 1er  | -    | -    | -    | -    | -    | -    | -    | -    | -    | -    | -    |
| Géorgie                     | 4  | -    | 3e   | 2e   | -    | 5e   | 2e   | -    | -    | -    | -    | -    | -    | -    | -    |
| Namibie                     | 7  | -    | 6e   | -    | -    | 1re  | 4e   | -    | -    | -    | 4e   | 3e   | 4e   | -    | 4e   |
| Roumanie                    | 10 | -    | 4e   | 3e   | 4e   | 2e   | 5e   | 1re  | 1re  | 2e   | 1re  | 1re  | -    | -    | -    |
| Uruguay                     | 8  | -    | -    | 5e   | 6e   | -    | -    | 4e   | -    | 3e   | -    | 5e   | 1er  | 1er  | 1er  |
| Écosse A                    | 2  | -    | -    | -    | 1re  | 6e   | -    | -    | -    | -    | -    | -    | -    | -    | -    |
| France A                    | 1  | -    | -    | -    | 3e   | -    | -    | -    | -    | -    | -    | -    | -    | -    | -    |
| Southern Kings              | 1  | -    | -    | -    | -    | -    | 1re  | -    | -    | -    | -    | -    | -    | -    | -    |
| Irlande A (en) (Wolfhounds) | 1  | -    | -    | -    | -    | -    | -    | -    | -    | 1re  | -    | -    | -    | -    | -    |
| Espagne                     | 3  | -    | -    | -    | -    | -    | -    | -    | -    | -    | 3e   | 6e   | 5e   | -    | -    |
| Fidji A (Warriors)          | 1  | -    | -    | -    | -    | -    | -    | -    | -    | -    | -    | -    | -    | 4e   | -    |

## Palmarès
| Année | Nation hôte | Équipes participantes                                               | Vainqueur           | Vice-championne |
| ----- | ----------- | ------------------------------------------------------------------- | ------------------- | --------------- |
| 2006  | Portugal    | Argentine A, Italie, Portugal, Russie                               | Argentine A         | Italie A (en)   |
| 2007  | Roumanie    | Afrique du Sud Espoirs, Géorgie, Italie, Namibie, Roumanie, Uruguay | Emerging Springboks | Géorgie         |
| 2008  | Roumanie    | Argentine A, Géorgie, Italie, Roumanie, Russie, Emerging Springboks | Emerging Springboks | Géorgie         |
| 2009  | Roumanie    | Écosse A, France A, Italie A (en), Roumanie, Russie, Uruguay        | Écosse A            | Italie A (en)   |
| 2010  | Roumanie    | Argentine A, Écosse A, Géorgie, Italie A (en), Namibie, Roumanie    | Namibie             | Roumanie        |
| 2011  | Roumanie    | Argentine A, Géorgie, Namibie, Portugal, Roumanie, Southern Kings   | Southern Kings      | Géorgie         |
| 2012  | Roumanie    | Argentine A, Italie A (en), Portugal, Roumanie, Russie, Uruguay     | Roumanie            | Argentine A     |
| 2013  | Roumanie    | Argentine A, Italie A (en), Roumanie, Russie                        | Roumanie            | Italie A (en)   |
| 2014  | Roumanie    | Irlande A (en), Roumanie, Russie, Uruguay                           | Irlande A (en)      | Roumanie        |
| 2015  | Roumanie    | Argentine A, Espagne, Namibie, Roumanie                             | Roumanie            | Argentine A     |
| 2016  | Roumanie    | Argentine A, Espagne, Italie A (en), Namibie, Roumanie, Uruguay     | Roumanie            | Argentine A     |
| 2017  | Uruguay     | Argentine A, Espagne, Italie A (en), Namibie, Russie, Uruguay       | Uruguay             | Russie          |
| 2018  | Uruguay     | Argentine A, Fidji A, Italie A (en), Uruguay                        | Uruguay             | Argentine A     |
| 2019  | Uruguay     | Argentine A, Namibie, Russie, Uruguay                               | Uruguay             | Argentine A     |

## Bilan
Ce tableau récapitule les résultats des quatorze équipes nationales qui ont participé à cette compétition :
| Équipes             | Participations | Victoires | Pourcentage de victoires |
| ------------------- | -------------- | --------- | ------------------------ |
| Emerging Springboks | 2              | 2         | 100,0                    |
| Argentine A         | 8              | 1         | 12,5                     |
| Écosse A            | 2              | 1         | 50,0                     |
| Espagne             | 3              | 0         | 0,0                      |
| Fidji A             | 1              | 0         | 0,0                      |
| France A            | 1              | 0         | 0,0                      |
| Géorgie             | 4              | 0         | 0,0                      |
| Irlande A (en)      | 1              | 1         | 100,0                    |
| Italie A (en)       | 8              | 0         | 0,0                      |
| Namibie             | 5              | 1         | 20,0                     |
| Portugal            | 3              | 0         | 0,0                      |
| Roumanie            | 10             | 4         | 40,0                     |
| Russie              | 8              | 0         | 0,0                      |
| Uruguay             | 8              | 3         | 37,5                     |